# Gårdshus
Ett gårdshus är ett hus byggt på en innergård. Historiskt sett var gårdshusen på innergårdarna hos storgårdskvarteren byggda som stall och tvättstugor, men idag är många av dem omvandlade till bostäder.
Som del av förtätningen av Stockholm finns flera projekt för att bygga nya gårdshus på stadens innergårdar.